# Alice Waters
Pour les articles homonymes, voir Waters.
Alice Waters, née le 28 avril 1944 à Chatham Borough, dans le New Jersey, est une restauratrice américaine. Fondatrice de Chez Panisse, célèbre restaurant de Berkeley, en Californie, elle est également connue pour son engagement militant en faveur d'une alimentation et biologique et locale. 

## Biographie
Alice Waters est notamment à l'origine de plusieurs projets tels que le Edible Schoolyard Project, visant depuis 1995 à donner une éducation culinaire aux enfants dans les écoles américaines, ou encore le Rome Sustainable Food Project à l'Académie Américaine de Rome en 2007. 
Elle a été accueillie au sein du National Women's Hall of Fame en 2017.
Francophile, elle est la marraine de la journaliste et critique gastronomique Camille Labro .

### Formation
Alice Waters naît dans la ville de Chatham Borough, dans l'état du New Jersey. Elle entame ses études supérieures à l'Université de Californie à Santa Barbara, avant d'être transférée à l'Université de Californie à Berkeley, où elle obtient un diplôme en French Cultural Studies, en 1967. Au cours de sa formation, elle part étudier en France et fréquente les marchés parisiens près de chez elle pour développer une cuisine constituée de produits frais et de saison. 
De retour à Berkeley, elle popularise cette approche de la cuisine en utilisant des produits en provenance de la Californie du nord. Au-delà d'une manière de se nourrir, la cuisine locale devient pour Alice Waters un mode de vie.

### Chez Panisse
En 1971, Alice Waters ouvre le restaurant Chez Panisse, qu'elle baptise en l'honneur de l'un de ses personnages préférés de la Trilogie marseillaise de Marcel Pagnol. Depuis ses débuts, le restaurant fonctionne sur un mode collaboratif : le chef Jeremiah Tower participe notamment à la création de plusieurs recettes pour le restaurant, mettant à l'honneur les produits biologiques. Rapidement, Alice Waters mesure la difficulté liée à l'approvisionnement en produits frais et de qualité. Elle commence alors à constituer un réseau de fournisseurs locaux constitué de fermiers, artisans et producteurs. En 1980, sous l'impulsion de Jeremiah Tower, le restaurant se dote d'un nouvel espace, le café Chez Panisse, situé à l'étage du restaurant. Quelques années plus tard, en 1984, le Café Fanny ouvre ses portes à quelques rues de Chez Panisse, baptisé du nom de la fille d'Alice Waters.

## Publications
- L’art de la cuisine simple, traduction de Camille Labro, Arles, Actes Sud, Pantin, Keribus éditions, 2018, 430 p.,  (ISBN 978-2-330-09615-1)
- L'art de la cuisine simple II, traduction de Camille Labro, Nina Sahraoui, Violette Marcelin, Arles, Actes Sud, 2022, 464 p.,  (ISBN 978-2-330-16558-1)